# Fédération du Ceará de football
La Fédération du Ceará de football  (en portugais : Federação Cearense de Futebol) est une association brésilienne regroupant les clubs de football du Ceará et organisant les compétitions au niveau régional, comme le championnat du Ceará de football. Fondée en mars 1920, elle représente également les clubs du Ceará au sein de la Fédération du Brésil de football.